# Stadio Alejandro Morera Soto
L'Estadio Alejandro Morera Soto è uno stadio di Alajuela, città della Costa Rica. È uno dei principali stadi del paese, con una capienza di 17 895 spettatori.
È lo stadio di casa dell'Alajuelense ed è chiamato così in onore di Alejandro Morera Soto (El Mago del Balon), famoso giocatore della nazionale costaricana di calcio, dell'Herediano e del Barcellona.

## Storia
L'idea di donare uno stadio ad Alajuela arrivò nel 1938 (fino a quel momento l'unico stadio era a San José) quando il presidente dell'Alajuelense Carlos Bolaños propose alla società di acquistare un terreno su cui iniziare i lavori.
Il terreno fu acquistato nel 1940 ma il primo match si disputò dopo due anni: il 18 gennaio 1942 l'Alajuelense giocò qui contro il Cartaginés.
Il 20 luglio 1966, dopo una petizione al comune di Alajuela, lo stadio assunse l'attuale denominazione. Il 19 marzo 1970 nello stadio si disputò la prima partita in notturna, vinta 4-1 contro il Motagua, squadra honduregna.
Attualmente si alterna con l'Estadio Ricardo Saprissa Aymá nell'ospitare le partite della nazionale locale.